# From Old Country Bumpkin to Master Swordsman
From Old Country Bumpkin to Master Swordsman: My Hotshot Discples Are All Grown Up Now and They Won't Leave Me Alone (яп. 片田舎のおっさん、剣聖になる ～ただの田舎の剣術師範だったのに、大成した弟子たちが俺を放ってくれない件～, Katainaka no Ossan, Kensei ni Naru: Tada no Inaka no Kenjutsu Shihan Datta noni, Taisei Shita Deshitachi ga Ore o Hōttekurenai Ken) — серія ранобе, написана Шігеру Сагазакі та ілюстрована Тецухіро Набешімою. Спочатку вона почала публікуватися на вебсайті Shōsetsuka ni Narō в листопаді 2020 року. Пізніше її придбав Square Enix, який почав публікувати її під своїм імпринтом SQEX Novel у квітні 2021 року. Адаптація манґи, ілюстрована Казукі Сато, почала публікуватися в вебжурналі сейнен-манґи Dokodemo Young Champion від Akita Shoten у серпні 2021 року. Адаптація аніме-телесеріалу, створена Passione і Hayabusa Film, прем'єра якої відбулася в квітні 2025 року і тривала до червня 2-25 року. Було анонсовано 2 сезон.

## Сюжет
Беріл Гардінант — мечник років сорока п'яти, який викладає в невеликому додзьо у віддаленому сільському селі. Хоча він вважає себе абсолютно непримітним, одного дня його відвідує одна з його колишніх учениць і запрошує стати інструктором для лицарів Ордену Ліберіон у столиці. Неохоче прийнявши пропозицію, це призводить до того, що Беріл знову зустрічає багатьох інших колишніх учнів і дізнається, що всі вони стали дуже успішними особистостями, використовуючи «відсталі» навички, яких він їх навчив.

## Персонажі
Беріл Гардінант (яп. ベリル・ガーデナント, Beriru Gādenanto)
Сейю: Хіроакі Хірата
Алюсія Цитрус (яп. アリューシア・シトラス, Aryūshia Shitorasu)
Мечник середнього віку, який керує невеликим додзьо в сільській місцевості. Попри його наполягання на тому, що в ньому немає нічого особливого, він навчив одних із наймогутніших і найвпливовіших бійців та авантюристів у всьому королівстві.
Сейю: Нао Тояма
Лідерка лицарів Ордену Ліберіон, одна з учениць Беріла. Рекомендує його на посаду спеціального тренера для Ордену Ліберіон, щоб королівство визнало його навички. Також закохана в Беріла і вважає Сурену своєю суперницею.
Сурена Лісандра (яп. スレナ・リサンデラ, Surena Risandera)
Сейю: Хітомі Уеда
Авантюристка чорного рангу та одна з учениць Беріла. Вона осиротіла в дитинстві, і Беріл врятував її, навчивши володіти мечем. Також закохана в Беріла і вважає Алюсію своєю суперницею.
Куруні Крусіель (яп. クルニ・クルーシエル, Kuruni Kurūshieru)
Сейю: Юкі Хіросе
Лицарка Ордену Ліберіон, яка навчалася у Беріла.
Хенбрітц Драут (яп. ヘンブリッツ・ドラウト, Henburittsu Dorauto)
Сейю: Кайто Ішікава
Заступник Алюсії в Ордені Ліберіон. Спочатку скептично ставиться до навичок Беріла, але після поразки в дуелі стає одним із його найзавзятіших учнів.
Фіссель Харбеллер (яп. フィッセル・ハーベラー, Fisseru Hāberā)
Сейю: Хінакі Яно
Магиня Магічного корпусу та одна з учениць Беріла. Завдяки навчанню у Беріла, Фіссель спеціалізується на магії меча, використовуючи меч для чарів.
Люсі Даймонд (яп. ルーシー・ダイアモンド, Rūshī Daiamondo)
Сейю: Чіва Сайто
Лідерка Магічного корпусу, яка зацікавлюється Берілом, почувши історії про нього від Фіссель. Вона дуже вправна магиня і, як повідомляється, використовує магію, щоб виглядати молодшою, ніж є насправді, що робить її справжній вік невідомим.
Хенбрітц Драут (яп. ヘンブリッツ・ドラウト, Henburittsu Dorauto)
Сейю: Кайто Ішікава
Мюі Фрея (яп. ミュイ・フレイア, Myui Fureia)
Сейю: Аріса Накада
Шпур (яп. シュプール, Shupūru)
Сейю: Рьота Осака

## Медіа

### Ранобе
Написане Шігеру Сагазакі, роман почав публікуватися на вебсайті Shōsetsuka ni Narō 17 листопада 2020 року. Пізніше його придбав Square Enix, який почав публікувати його як ранобе з ілюстраціями Тецухіро Набешіми під своїм імпринтом SQEX Novel 7 квітня 2021 року. Станом на березень 2025 року було випущено дев'ять томів. Ранобе ліцензована англійською мовою J-Novel Club.
| № | Дата виходу (Японською) | ISBN (Японською)       |
| - | ----------------------- | ---------------------- |
| 1 | 7 квітня 2021           | ISBN 978-4-7575-7190-7 |
| 2 | 7 вересня 2021          | ISBN 978-4-7575-7462-5 |
| 3 | 7 лютого 2022           | ISBN 978-4-7575-7732-9 |
| 4 | 7 липня 2022            | ISBN 978-4-7575-8022-0 |
| 5 | 7 грудня 2022           | ISBN 978-4-7575-8300-9 |
| 6 | 7 червня 2023           | ISBN 978-4-7575-8605-5 |
| 7 | 6 січня 2024            | ISBN 978-4-7575-8997-1 |
| 8 | 6 серпня 2024           | ISBN 978-4-7575-9345-9 |
| 9 | 27 березня 2025         | ISBN 978-4-7575-9776-1 |

### Манґа
Адаптація манґи, ілюстрована Казукі Сато, почала публікуватися в вебжурналі сейнен-манґи Dokodemo Young Champion від Akita Shoten 24 серпня 2021 року. Станом на березень 2025 року розділи манґи були зібрані в сім томів танкобонів. Під час своєї панелі на Sakura-Con 2024 Yen Press оголосили, що вони ліцензували адаптацію манґи.
Спіноф манґи, написаний Іцукі Ватанабе та ілюстрований Мегуму Сорамічі, під назвою «Katainaka no Ossan, Kensei ni Naru Gaiden: Hajimari no Mahō Kenshi», почав публікуватися на сервісі манґи Manga Up! від Square Enix 29 листопада 2024 року. Станом на березень 2025 року розділи спінофу були зібрані в один том танкобону.
Ще один спіноф манґи, під назвою «Katainaka no Ossan, Kensei ni Naru Gaiden: Ryūsōken no Kiseki», почав публікуватися в журналі Young Gangan від Square Enix 7 лютого 2025 року. Серію пише Зенджі Йоцуя, а ілюструє Сасамі Хазама, і вона зосереджена на персонажі Сурені Лісандрі. Станом на березень 2025 року розділи спінофу були зібрані в один том танкобону.
| № | Дата виходу (Японською) | ISBN (Японською)       |
| - | ----------------------- | ---------------------- |
| 1 | 18 лютого 2022          | ISBN 978-4-253-30691-1 |
| 2 | 20 червня 2022          | ISBN 978-4-253-30692-8 |
| 3 | 20 березня 2023         | ISBN 978-4-253-30693-5 |
| 4 | 24 серпня 2023          | ISBN 978-4-253-30694-2 |
| 5 | 26 січня 2024           | ISBN 978-4-253-30695-9 |
| 6 | 6серпня 2024            | ISBN 978-4-253-30696-6 |
| 7 | 27 березня 2025         | ISBN 978-4-253-30697-3 |

#### Продовження
Gaiden: Hajimari no Mahō Kenshi
| № | Дата виходу (Японською) | ISBN (Японською)       |
| - | ----------------------- | ---------------------- |
| 1 | 27 березня 2025         | ISBN 978-4-7575-9775-4 |

Gaiden: Ryūsōken no Kiseki
| № | Дата виходу (Японською) | ISBN (Японською)       |
| - | ----------------------- | ---------------------- |
| 1 | 27 березня 2025         | ISBN 978-4-7575-9776-1 |

### Аніме
1 серпня 2024 року було оголошено про адаптацію аніме-телесеріалу. Його виробляють Passione та Hayabusa Film, режисером є Акіо Казумі, сценарії написані Куніхіко Окадою, персонажі розроблені Сацукі Хаясакою, яка також є головним режисером анімації, а музику написав Ясухару Таканаші. Прем'єра серіалу відбулася 5 квітня 2025 року, а закінчилась 22 червня 2025 року в програмному блоці IMAnimation на всіх філіях ANN, включаючи TV Asahi. Початкова тема пісня «Heroes» у виконанні Таканорі Нішікави, а кінцева тема пісня «Alright!!!» у виконанні Flow. Amazon ліцензував серіал для потокової трансляції на Prime Video.
Було анонсовано 2 сезон, премєра якаго запланована на 2026 рік.

#### Серії
| № серії | Назва серії | Режисер(и)      | Сценарист(и)   | Режисер(и) анімації                          | Оригінальна дата показу |
| --- | --- | --------------- | -------------- | -------------------------------------------- | ----------------------- |
| 1 | «Сільський дядько вирушає до столиці» Транслітерація: «Katainaka no Ossan, Shuto ni Iku» (яп. 片田舎のおっさん、首都に行く)                                                       | Даікі Шікімото  | Куніхіко Окада | Акіо Казумі & Шухей Моріта                   | 5 квітня 2025           |
| Беріл Гардінант працює тренером з фехтування у віддаленому сільському додзьо. Хоча він мріяв стати авантюристом, він зупинився на навчанні численних учнів. Одного дня до нього додому приїжджає одна з його колишніх учениць, командувачка Ордену Ліберіон, Алюсія Цитрус. Алюсія пояснює, що рекомендувала Беріла на посаду спеціального інструктора для Ордену Ліберіон, що було схвалено королем. Не маючи змоги відмовити, Беріл вирушає до столиці Бальтрайн разом з Алюсією, де представляється солдатам і знову зустрічає другу колишню ученицю на ім'я Куруні Крусіель. Повернувшись додому, Беріл дізнається, що його батько домовився, щоб інший колишній учень, Рандрід Паттлерок, перейняв додзьо. Повернувшись до Бальтрайна, Беріл зустрічає ще одну колишню ученицю, Сурену Лісандру, яка стала суперницею Алюсії. Під час свого першого тренування Беріла викликає на дуель віцекомандувач Ордену Ліберіон, Хенбрітц Драут. Беріл використовує свій досвід, щоб передбачити рухи Хенбрітца і перемогти його, завоювавши його та повагу Ордену. Повернувшись до села, батько Беріла та Рандрід сподіваються, що Беріл зможе зробити собі ім'я в столиці. | |                 |                |                                              |                         |
| 2 | «Сільський дядько вражений чарівником» Транслітерація: «Katainaka no Ossan, Majutsu-shi ni Kyōgaku Suru» (яп. 片田舎のおっさん、魔術師に驚愕する)                                 | Масару Кавашіма | Куніхіко Окада | Акіо Казумі                                  | 12 квітня 2025          |
| Минув тиждень відтоді, як Беріл став спеціальним інструктором, і він вже звик до своєї нової посади. Куруні пропонує показати йому Бальтрайн. Тим часом Алюсія згадує своє навчання у Беріла і те, що вона не усвідомлювала, наскільки він майстерний, доки вона та її однокурсники легко не перемогли інше додзьо на змаганнях. Після закінчення навчання та просування службовими сходами до посади командувачки Ордену Ліберіон, перемігши всіх своїх супротивників, Алюсія дійшла висновку, що Беріл не усвідомлює своєї справжньої сили. Тоді вона вирішила, що її місією буде спонукати Беріла та все королівство визнати його майстерність. Під час прогулянки Беріла та Куруні містом вони зустрічають ще одну його колишню ученицю, Фіссель Харбеллер, яка тепер є чарівницею Магічного корпусу. Спочатку він вважає, що Фіссель покинула фехтування, доки вона не використовує особливу магію меча, щоб затримати злочинця. Наступного ранку Беріл зустрічає командувачку Магічного корпусу, Люсі Даймонд, яка викликає його на дуель, щоб перевірити його навички. | |                 |                |                                              |                         |
| 3 | «Сільський дядько витримує люту атаку» Транслітерація: «Katainaka no Ossan, Mōkō o Shinogu» (яп. 片田舎のおっさん、 猛攻を凌ぐ)                                                   | Юта Кіда        | Куніхіко Окада | Сіндзі Ітадакі                               | 19 квітня 2025          |
| Хоча Беріл не може завдати удару Люсі, йому вдається уникнути її заклинань, чого достатньо, щоб вразити її. Пізніше Сурена звертається до Беріла з проханням від Гільдії Авантюристів допомогти в навчанні молодих авантюристів. Беріл згадує свою невдалу спробу стати авантюристом у юності й не відчуває себе кваліфікованим, але і Сурена, і Люсі ручаються за його навички. Гільдмайстер зрештою погоджується, щоб Беріл провів дуель із Суреною, щоб довести свою цінність. Сурена з ентузіазмом сприймає можливість належним чином зійтися з Берілом, згадуючи, як він врятував її в дитинстві. Навчившись володіти мечем у Беріла, вона стала авантюристкою, щоб і надалі використовувати навички, яких він її навчив, а також запобігти тому, щоб інші діти стали сиротами, як вона. Під час дуелі Беріл визнає, що Сурена значно покращилася, але помічає слабкість у її недомінуючій лівій руці й використовує її, щоб перемогти її. Беріл неохоче стає тренером Гільдії Авантюристів і супроводжує групу стажерів разом із Суреною. Хоча вони легко зачищають печеру від монстрів, на групу влаштовує засідку високорівневий монстр на ім'я Зено Грейбл. | |                 |                |                                              |                         |
| 4 | «Сільський дядько злітає з монстром» Транслітерація: «Katainaka no Ossan, Monsutā to Sora wo Tobu» (яп. 片田舎のおっさん、 モンスターと空を飛ぶ)                                  | Іппей Ічіі      | Сатоші Одзакі  | Сіндзі Ітадакі                               | 26 квітня 2025          |
| Беріл відволікає Зено Грейбла, дозволяючи Сурені завдати смертельного удару. Гільдія Авантюристів прославляє його, але він відмовляється стати авантюристом. Беріл зустрічає ще одного свого колишнього учня, коваля Балдера Гаспа, який виготовляє йому новий меч із кігтя Зено Грейбла. Куруні переходить на важкий дворучний меч. Беріл ловить злодійку Мюі, яка намагається вкрасти його гаманець, але вона тікає, залишивши свій медальйон. | |                 |                |                                              |                         |
| 5 | «Сільський дядько лютує через поганих хлопців» Транслітерація: «Katainaka no Ossan, Akutō ni Ikidōru» (яп. 片田舎のおっさん、 悪党に憤る)                                         | Хірокі Морітомо | Куніхіко Окада | Хіроакі Йосікава                             | 3 травня 2025           |
| Беріл знаходить Мюі, яка шукає свій загублений медальйон, і допомагає їй. Він приводить її до Алюсії, де Мюі розповідає, що погодилася красти в обмін на обіцянку чаклуна воскресити її сестру. Алюсія залучає Люсі, яка пояснює Мюі, що магії воскресіння не існує, але пропонує їй місце в Магічному інституті. Мюі згадує чаклуна на ім'я Твайлайт, лідера злочинної організації «Темна рука Твайлайта». Люсі, Беріл і Мюі знаходять Твайлайта. Беріл розправляється з його поплічниками, а Люсі перемагає чаклуна, який зізнається в обмані. Орден заарештовує Твайлайта та його банду, а Люсі бере Мюі під свою опіку. Однак Люсі підозрює, що Твайлайтом хтось керував. Невдовзі Твайлайта вбивають члени бальтрайнської церкви, які планують використати зібрані ним тіла для ритуалу. | |                 |                |                                              |                         |
| 6 | «Сільський дядько протистоїть мертвим» Транслітерація: «Katainaka no Ossan, Shisha to Taijisuru» (яп. 片田舎のおっさん、 死者と対峙する)                                          | Іппей Ічіі      | Сатоші Одзакі  | Хіроакі Йосікава                             | 10 травня 2025          |
| Беріл отримує свій новий меч, але його терміново викликає Люсі. Вона попереджає, що єпископ Церкви Сфену, Ревеос Сарлеон, ймовірно, таємно підтримував Твайлайта і планує використати тіла, щоб відтворити Диво Сфену, яке, як вважається, може воскрешати мертвих. Сарлеона вже викликали для свідчень перед Орденом, але Люсі просить Беріла бути готовим схопити його, якщо він спробує втекти з країни. Беріл погоджується, оскільки є шанс повернути тіло сестри Мюі. Він коротко зустрічається з Мюі, яка все ще не розуміє, чому він і Люсі так добре до неї ставляться. Беріл запевняє її, що вони просто хочуть дати їй краще майбутнє. Тієї ночі Беріл ловить Сарлеона, який намагається втекти. Фіссель і Куруні прибувають, щоб затримати охоронців, поки Беріл сам протистоїть Сарлеону. Коли Сарлеон воскрешає трупи як зомбі, Беріл змушений зупинити їх і Шпура, охоронця Сарлеона. Після цього Сарлеона заарештовують. Наступного дня Люсі винагороджує Беріла, подарувавши йому будинок, а Мюі погоджується, щоб його призначили її законним опікуном, і переїжджає жити до нього. | |                 |                |                                              |                         |
| 7 | «Сільський дядько пізнає труднощі батьківства» Транслітерація: «Katainaka no Ossan, Oya no Kurō o Shiru» (яп. 片田舎のおっさん、 親の苦労を知る)                                  | Хірокі Морітомо | Куніхіко Окада | Масатоші Чіока, Масае Накаяма, & Акіо Казумі | 17 травня 2025          |
| Беріл намагається зрозуміти, як піклуватися про Мюі як її прийомний батько. Після спільної прогулянки містом він супроводжує її до Магічного інституту, де вони зустрічають одну з викладачок, Кінеру Файн. Кінера радить Мюі, оскільки вона може створювати полум'я, зосередитися на вивченні наступальної магії, а потім проводить їм екскурсію школою, включно з гуртожитком. Дорогою додому Беріл розмірковує, чи краще було б Мюі жити в гуртожитку чи з ним, а також хвилюється, чи зможе вона пристосуватися до шкільного життя. Він радиться зі своїми учнями та знайомими, які радять йому дозволити Мюі жити в гуртожитку, але він усе ще відчуває внутрішній конфлікт. Після того, як Мюі допомагає Берілу позбутися щурів у їхньому будинку, вона остаточно вирішує їздити до Магічного інституту з дому, а не жити в гуртожитку. Це рішення застає Беріла зненацька, але він приймає його, побачивши рішучість Мюі. | |                 |                |                                              |                         |
| 8 | «Сільського дядька вражає блискавично швидкий меч» Транслітерація: «Katainaka no Ossan, Shinsoku no Ken o Kurau» (яп. 片田舎のおっさん、 神速の剣を食らう)                        | Юта Кіда        | Куніхіко Окада | Сіндзі Ітадакі                               | 24 травня 2025          |
| Алюсія повідомляє Берілу про майбутній візит іноземної делегації до Бальтрайна та радить йому купити новий одяг, оскільки він особисто зустрічатиме високопоставлених осіб. Беріл неохоче погоджується, і Алюсія бере його на шопінг за новим одягом, розглядаючи всю прогулянку як побачення. Куруні та Хенбрітц таємно стежать за парою, причому Куруні вважає, що Алюсія має романтичний інтерес до Беріла. Наприкінці дня Беріл купує новий комплект одягу й іде. Хенбрітц потім прямо запитує Алюсію про її почуття до Беріла, але вона лише невизначено заявляє, що бажає лише щастя Беріла. Наступного дня Алюсія викликає Беріла на дуель, плануючи розповісти йому своє найглибше бажання, якщо переможе. Під час дуелі Беріл усвідомлює, що Алюсія значно покращилася з моменту їхнього останнього спарингу, і знає, що не зможе перемогти її в чесному бою. Натомість він перемагає Алюсію, схопивши її плащ і кинувши її на землю. Алюсія приймає поразку, знаючи, що її опоненти також не завжди будуть битися чесно. Після того, як Беріл іде, Хенбрітц знову підходить до Алюсії, яка зізнається, що планувала зізнатися Берілу у своїх почуттях, якби перемогла. Пізніше тієї ж ночі Мюі вказує Берілу на очевидний інтерес Алюсії до нього, на що він відмовляється зважати через значну різницю у віці. | |                 |                |                                              |                         |
| 9 | «Сільський дядько вирушає на своє перше полювання за довгі роки» Транслітерація: «Katainaka no Ossan, Hisashiburi ni Kari ni Iku» (яп. 片田舎のおっさん、 ひさしぶりに狩りに行く) | Масару Кавашіма | Куніхіко Окада | Такаші Камей                                 | 31 травня 2025          |
| Побачивши, що у Мюі немає шкільної сумки, Беріл вирішує купити її до її першого дня в Магічному інституті, але жахається високої ціни. Тоді до нього звертається Сурена за допомогою у важкому завданні від Гільдії — зловити рідкісного коня, на що він погоджується. Як тільки вони прибувають до лісу, їм важко зловити коня. Однак, після того, як Беріл і кінь потрапляють під зсув, йому вдається завоювати його повагу, коли він рятує його. Беріл використовує гроші з винагороди, щоб купити Мюі нову шкільну сумку, і дізнається, що Мюі влаштувалася на підробіток, щоб купити йому нову керамічну кружку замість його щербатої дерев'яної. Наступного дня Беріл проводжає Мюі в її перший день у Магічному інституті. У тренувальному залі Ордену Алюсія повідомляє Берілу, що прибули Командувач і Заступник Командувача Ордену Сфену, і вона планує зустрітися з ними разом з Хенбрітцом. Все ще підозрюючи через дії Сарлеона, Беріл вирішує зустрітися з ними також і з подивом бачить, що Заступником Командувача є ще одна його колишня учениця, Роза Марблхарт. | |                 |                |                                              |                         |
| 10 | «Сільський дядько охороняє принцесу» Транслітерація: «Katainaka no Ossan, Ōjo no Goei ni Tsuku» (яп. 片田舎のおっさん、 王女の護衛に着く)                                         | Масару Кавашіма | Куніхіко Окада | Такаші Камей                                 | 7 червня 2025           |
| Командувач Гатока повідомляє Алюсії, що оскільки Роза новачок на своїй посаді і ніколи не була в Бальтрайні, він привіз її раніше за делегацію, щоб вона могла ознайомитися з містом. Беріл деякий час показує Розі місто, і вона жартома розмірковує про можливість жити з ним, якщо переїде до Бальтрайна. Коли він повертається додому, Мюі скаржиться, що їй важко читати деякі підручники, і Беріл обіцяє допомогти їй у навчанні. У день прибуття делегації зі Сфенедіардванії Алюсія призначає себе, Беріла та Хенбрітца охороняти третю принцесу Сфенедіардванії, Салацію, яка подорожуватиме разом з принцом Гленном, якого охоронятимуть Гатока та Роза. Під час екскурсії Гленна та Салації містом на делегацію раптово нападає група вбивць. Берілу та лицарям вдається відбити напад, хоча Гатока, здається, впізнає одного з нападників. Атаку відбито, але захоплені вбивці вбивають себе самогубними пігулками, унеможливлюючи будь-який допит. | |                 |                |                                              |                         |
| 11 | «Сільський дядько кидається у смертельну бійку» Транслітерація: «Katainaka no Ossan, Shitō ni Miwotōjiru» (яп. 片田舎のおっさん、 死闘に身を投じる)                               | Юта Кіда        | Куніхіко Окада | Котаро Какіта & Акіо Казумі                  | 14 червня 2025          |
| Коли Гленна та Салацію доставляють у безпечне місце, усі розходяться до кінця дня. Роуз розпитує Алюсію про деталі наступної локації в турі, і врешті-решт вони обмінюються історіями про Беріла, перш ніж допомогти загубленій дитині знайти матір. Тим часом Беріл повертається додому і застає там Люсі. Вона попереджає його, що Сфенедіардванія зараз перебуває в центрі боротьби за владу між папістами та роялістами, і що вбивць, ймовірно, підіслала Церква Сфену, щоб убити Гленна і замінити його Другим Принцом Флаксом, вірним Церкві. Наступного дня Глен вирішує продовжити тур, як і планувалося. Куруні призначають до охорони, а Гатока зізнається Берілу, що впізнав в одному з убивць Хінніса, колишнього віцекомандира, що був на цій посаді до Роуз. Під час туру вбивці нападають знову. Коли в бою настає затишшя, Беріл просить Алюсію відвести Гленна і Салацію в безпечне місце, поки він стримуватиме нападників. Потім він вирушає на розмову з Роуз, і та зізнається, що вона заодно з убивцями. | |                 |                |                                              |                         |
| 12 | Транслітерація: «Katainaka no Ossan, Kensei to Yobareru» (яп. 片田舎のおっさん、 剣聖と呼ばれる)                                                                                  | Іппей Ічіі      | Куніхіко Окада | Сіндзі Ітадакі                               | 22 червня 2025          |

## Сприйняття
До січня 2024 року тираж серії становив понад 4 мільйони копій. До серпня 2024 року тираж серії становив понад 5,5 мільйонів копій.
Адаптація манґи посіла третє місце в категорії «Хочу прочитати зараз!» на 1-й премії E-book Manga Awards від Rakuten Kobo у 2023 році. Манґа, разом із «When Marriages Fracture» та «The Great Snake's Bride», отримала премію Piccoma 2023 у категорії манґа. Манґа також посіла тринадцяте місце на 9-й премії Next Manga Awards у веб-категорії у 2023 році. Манґа також посіла друге місце на Tsutaya Comic Awards 2023. Манґа також посіла тринадцяте місце в списку рекомендованих коміксів від працівників національних книжкових магазинів 2024 року.

## Нотатки
1. ↑  Цей епізод вийде в ефір 22 червня 2025 року о півночі за японським часом, через 30 хвилин після оригінального часу виходу в ефір на All-Nippon News Network.[39].